# لناپاه (اکلاهما)
لناپاه(به انگلیسی: Lenapah) شهری در ایالت اکلاهما کشور ایالات متحده آمریکا است که جمعیت آن در سرشماری سال ۲۰۱۰ میلادی، ۲۹۳ نفر بوده‌است.